# Rohrbach Ro VIII
Die Rohrbach Ro VIII Roland war ein dreimotoriges Verkehrsflugzeug des Berliner Herstellers Rohrbach Metallflugzeugbau. Die Deutsche Luft Hansa setzte das für zehn Passagiere ausgelegte Modell in den 1920er und 1930er Jahren auf zahlreichen internationalen Strecken ein.

## Geschichte
Nachdem Adolf Rohrbach die Berliner Zeppelinwerke verlassen hatte, gründete er 1922 ein eigenes Unternehmen und begann wenig später mit der Entwicklung eines dreimotorigen Passagierflugzeugs. Zu den Konstrukteuren gehörte unter anderem Kurt Tank. Die Entwicklung der Ro VIII wurde nach der Erteilung eines Auftrages durch die Luft Hansa für ein schnelles, dreimotoriges Verkehrsflugzeug im Januar 1926 unter der Leitung von Chefkonstrukteur Ludwig Staiger und Beteiligung von Rohrbach und Tank durchgeführt. Der Erstflug wurde im August 1926 durch den Werkspiloten Hermann Steindorff absolviert, die öffentliche Präsentation fand am 5. September 1926 auf dem Flughafen Berlin-Tempelhof statt.
Das Ganzmetallflugzeug war als freitragender Schulterdecker ausgelegt. Der Rumpf bestand großenteils aus Duraluminium. Als Antrieb des Prototyps dienten drei BMW-IV-Sechszylinder-Reihenmotoren mit je 169 kW. Die Roland war erstmals mit einer Toilette versehen und bot mit ihrer beheizbaren, schallgedämmten Kabine einen für damalige Verhältnisse hohen Komfort. Im hinteren Teil des Flugzeugs befand sich ein Abteil für Gepäck und Post.
Um die Vorgaben der Luft Hansa zu erfüllen, mussten an der Serienversion einige Änderungen vorgenommen werden. So musste die nach Meinung der Luft Hansa zu hohe Tragflächenbelastung von 80 kg/m² auf 60 kg/m² gesenkt werden, was durch Vergrößerung der Flügeltiefe erreicht werden konnte. Ebenso musste die Haube des zunächst geschlossenen, zweisitzigen Cockpits nach Intervention des Luft-Hansa-Werksmeisters Goller entfernt werden. Aufgrund der niedrigen Temperaturen beim Überfliegen der Alpen entschied man sich bei der Roland II für ein geschlossenes Cockpit.
Von der Roland I genannten Serienversion entstanden zwischen 1926 und 1927 fünf Exemplare, die an die Luft Hansa ausgeliefert wurden und anschließend zwischen Berlin und London oder Amsterdam verkehrten. In den Jahren 1927 und 1928 gingen drei dieser Flugzeuge in den Besitz der spanischen Fluggesellschaft Iberia, die sie zwischen Madrid und Barcelona einsetzte.
Als Ersatz erhielt die Luft Hansa drei verbesserte Maschinen. Mit ihren 235 kW leistenden BMW-Va-Motoren stieg die Geschwindigkeit auf über 200 km/h. Auf diesen Antrieb wurden später auch die älteren Maschinen umgerüstet.
1929 erschien die Roland II, von der neun Exemplare an die Luft Hansa verkauft wurden. Sie verfügten über verbesserte Tragflächen und ein neues Cockpit. Der Antrieb blieb unverändert. In den folgenden Jahren bedienten sie die Strecken nach London, Zürich, Kopenhagen und Wien. Drei dieser Maschinen gingen in den 1930er Jahren in den Besitz der Deruluft über. Einige Exemplare erhielten später Junkers-L-5-Motoren.
Eine Maschine (D 991, WNr. 18, „Zugspitze“) wurde im Sommer 1928 als eine sogenannte „Notrüstungstype“ in eine militärische Version umgebaut und in Lipezk dementsprechend getestet. Diese Version wurde als „Roland Mb“ oder „Militär Roland“ bezeichnet.

## Technische Daten

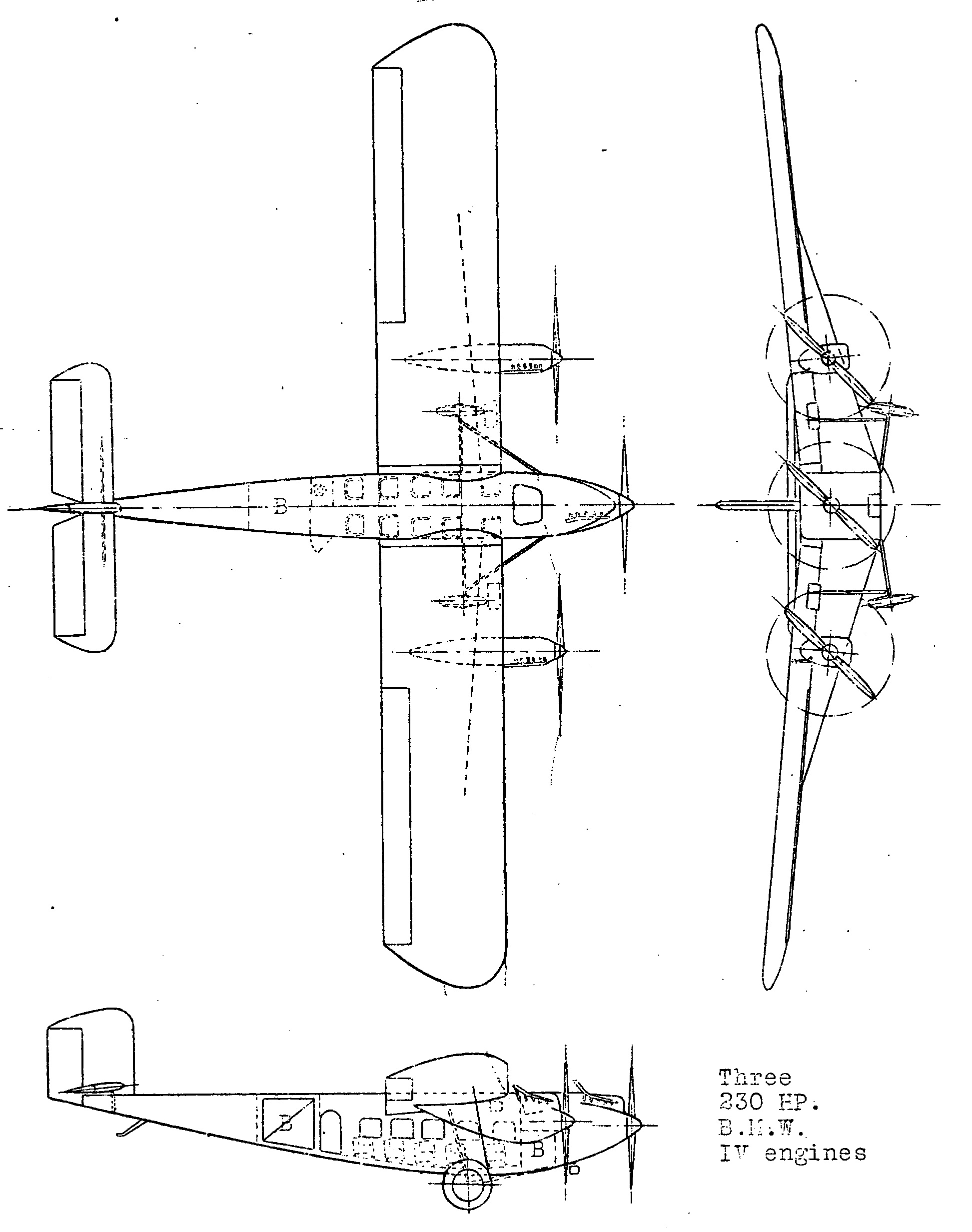
Dreiseitenriss

| Kenngröße             | Daten (Roland I)                 | Daten (Roland II)                |
| --------------------- | -------------------------------- | -------------------------------- |
| Besatzung             | 2                                | 2                                |
| Passagiere            | 10                               | 10                               |
| Länge                 | 16,30 m                          | 16,30 m                          |
| Spannweite            | 26,00 m                          | 26,30                            |
| Höhe                  | 4,50 m                           | 4,50 m                           |
| Flügelfläche          | 88,00 m²                         | 89,00 m²                         |
| Flügelstreckung       | 8,0                              | 7,8                              |
| Rüstmasse             | 3365 kg                          | 4400 kg                          |
| Zuladung              | 1900 kg                          | 2215 kg                          |
| Nutzlast              | 945 kg                           | 1200 kg                          |
| Startmasse            | 5265 kg                          | 6615 kg                          |
| Triebwerke            | drei Sechszylinder-Reihenmotoren | drei Sechszylinder-Reihenmotoren |
| Typ                   | BMW IV                           | BMW Va                           |
| Dauerleistung         | je 230 PS (169 kW) bei 1400/min  | je 320 PS (235 kW) bei 1560/min  |
| Höchstgeschwindigkeit | 195 km/h                         | 225 km/h                         |
| Reisegeschwindigkeit  | 175 km/h                         | 180 km/h                         |
| Landegeschwindigkeit  | 100 km/h                         | 105 km/h                         |
| Dienstgipfelhöhe      | 4300 m                           | 4600 m                           |
| Reichweite            | 875 km                           | 900 km                           |